# Tub Nixie

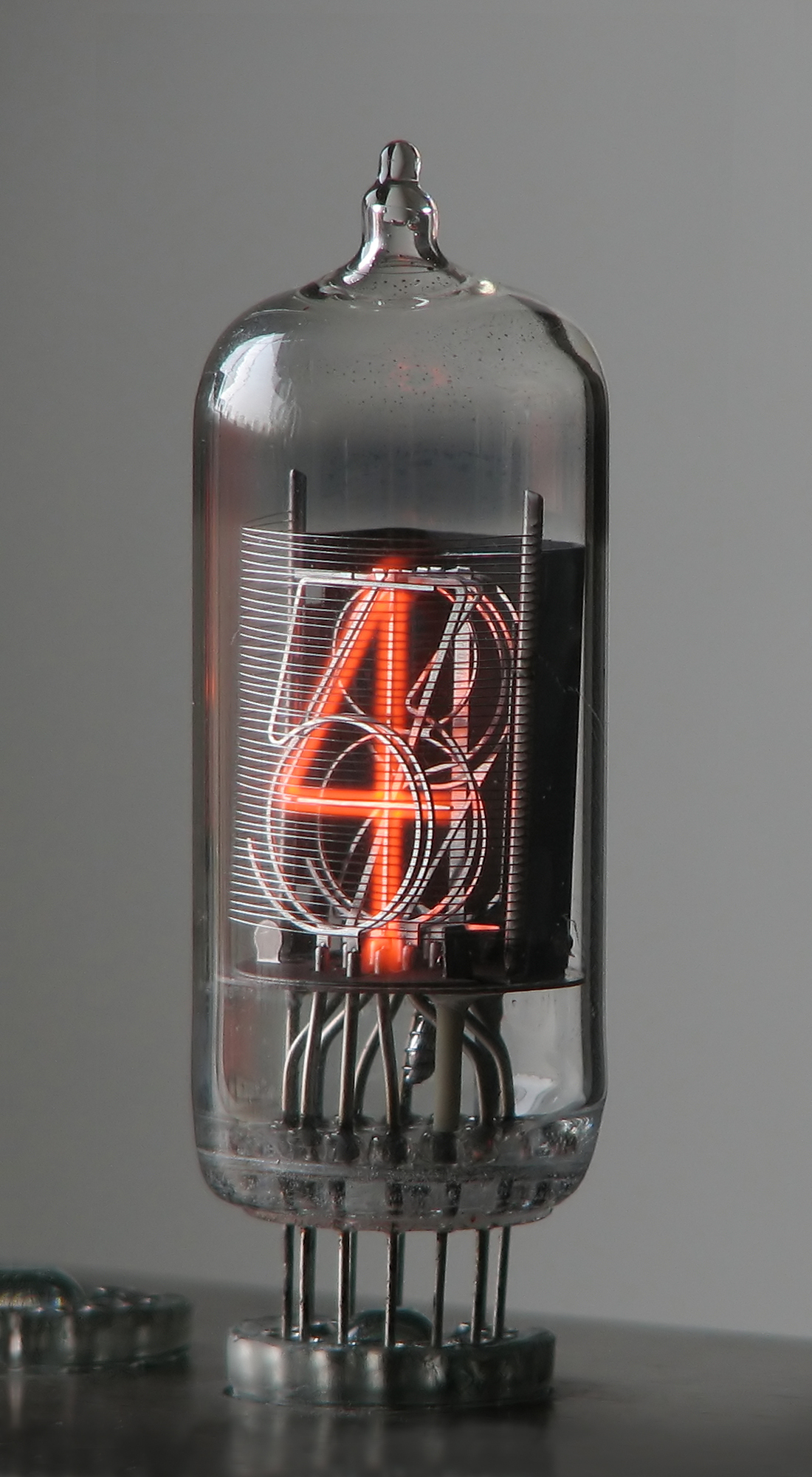
Tub Nixie il·luminat. Es veu la reixeta exterior de l'ànode i el càtode del 4 il·luminat.

Un  tub Nixie  consisteix en una vàlvula utilitzada com a visualitzador per a representar visualment una sèrie de símbols, normalment les xifres 0 a 9, punt (o coma), signes més i menys, etc. Algunes unitats també representen símbols especials, com $, Ω, mA, V, etc.

## Tecnologia

Les deu xifres d'un tub Nixie Z560M.

El tub nixie està format per un ànode (en forma de reixeta) davant d'una sèrie de càtodes. Aquests tenen la forma del símbol que es vol representar i se situen apilats, amb l'ànode com embolcall, i sense contacte galvànic entre ells. El conjunt va tancat en una ampolla de vidre plena de gas a baixa pressió, normalment neó. S'il·luminen amb llum taronja, en ionitzar-se el gas a les proximitats dels càtodes. En alguns models l'ampolla incorpora un filtre vermell per millorar la visualització en augmentar el contrast. Dues són les disposicions més comunes:
- Decimal : Cada ànode va connectat a una pota i s'excita independentment.
- Bi-quinari : Els dígits es divideixen en dos grups, cadascun dels quals té un ànode i cinc càtodes. Es redueix el nombre de patilles, ja que cada càtode d'un grup comparteix la patilla amb un càtode de l'altre grup. És un tipus de multiplexatge anomenat "bi-quinari".

## Característiques

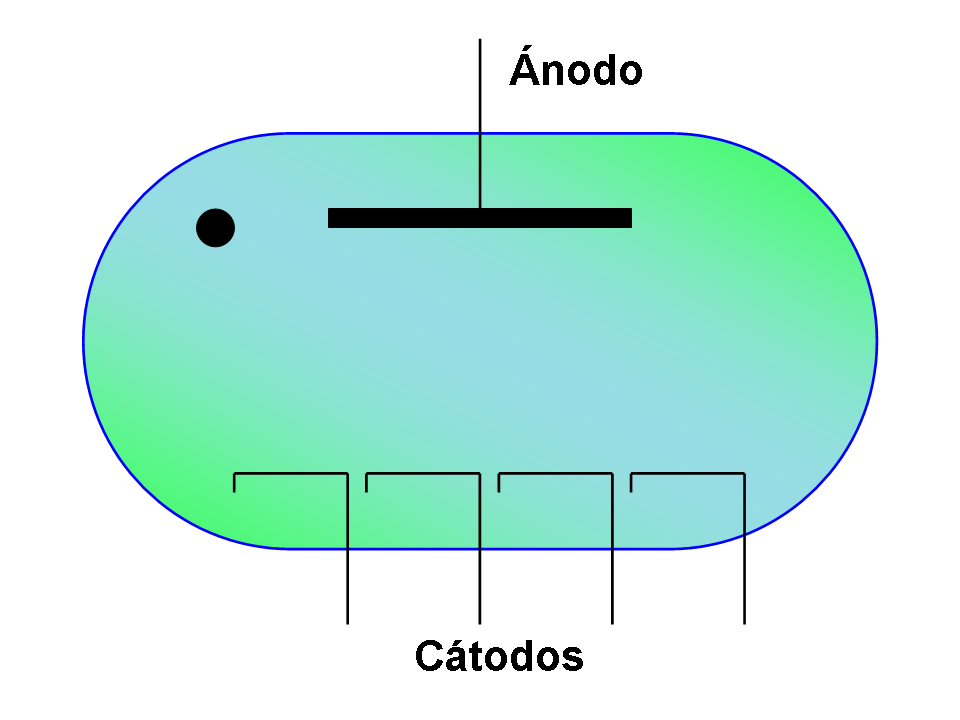
Diagrama d'un tub Nixie

El tub nixie es comporta com el llum de neó que és. Tenen una tensió d'encesa que sol ser uns 170 V i una tensió de manteniment, bastant més baixa. S'ha d'utilitzar una resistència per a limitar el corrent que travessa la pantalla. Com l'halo lluminós es produeix en els càtodes, el tub ha de manejar-se amb corrent continu.

### Avantatges del tub nixie
- És totalment compatible amb les vàlvules de buit: funciona amb la mateixa tensió d'ànode i requereix molt poca intensitat de corrent.
- És més robust i de vida més llarga que els displays incandescents (Numitron). A part que consumeix menys.
- Hi ha tubs de diverses mides, podent arribar a ser bastant grans.
- Els símbols són clars i estan perfectament traçats.

### Inconvenients del tub nixie
- El seu pes i volum.
- Necessita una tensió alta.
- Els símbols no estan tots en el mateix pla, fet que redueix l'angle de visibilitat.
- És bastant fràgil.

Amb l'aparició dels displays fluorescents, els de LED i, posteriorment, els de cristall líquid, els tubs nixie han caigut en desús.